# Gerhard van Haaren
Gerhard Wilhelm van Haaren (* 22. November 1926 in Kleve; † 19. April 1988 in Böblingen) war ein deutscher Gewerkschafter.
Van Haaren war als Oberlederzuschneider tätig. 1946 wurde er zum Jugendsprecher berufen und gehörte dem Betriebsrat einer Schuhfabrik an. 1948 wurde er Jugendsekretär des DGB-Kreises Kleve-Geldern. Zwei Jahre später wechselte er als Sekretär zum DGB nach Hagen und wurde Jugendsekretär, zwei Jahre später Tarifsekretär im Hauptvorstand der Gewerkschaft Leder. 1959 wurde er zum zweiten Vorsitzenden auf dem Gewerkschaftstag 1976 in Mainz schließlich zum Vorsitzenden der Gewerkschaft Leder gewählt. 1980 schied er aus gesundheitlichen Gründen aus diesem Amt aus.